# Zhangwu
Zhangwu, även känt som Changwu, är ett härad som lyder under i Fuxins stad på prefekturnivå i Liaoning-provinsen i nordöstra Kina.